# Hanns-Martin Schleyer
Hanns-Martin Schleyer (n. 1 mai 1915, Offenburg, Germania - d. 18 octombrie 1977, Mulhouse, Alsacia, Franța) a fost șeful asociației patronilor vest-germani, care a fost răpit la Köln și apoi asasinat de Rote Armee Fraktion.